# Liste der Monuments historiques in Brest (Finistère)
Die Liste der Monuments historiques in Brest (Finistère) führt die Monuments historiques in der französischen Gemeinde Brest auf.

## Liste der Bauwerke
| Bezeichnung                   | Beschreibung | Standort                                     | Kennzeichnung | Schutzstatus | Datum | Bild           |
| ----------------------------- | ------------ | -------------------------------------------- | ------------- | ------------ | ----- | -------------- |
| Jugendherberge Moulin Blanc   |              | 5, rue de Kerbriant (Lage)                   | PA29000102    | Inscrit      | 2018  |                |
| Arsenal                       |              | (Lage)                                       | PA29000065    | Classé       | 2011  | weitere Bilder |
| Schloss                       |              | 6, boulevard Jean-Moulin (Lage)              | PA00089847    | Classé       | 1923  | weitere Bilder |
| Kirche St-Louis               |              | (Lage)                                       | PA29000104    | Inscrit      | 2018  |                |
| Kirche Ste-Thérèse-du-Landais |              | Boulevard du Commandant Mouchotte (Lage)     | PA29000105    | Inscrit      | 2019  |                |
| Bahnhof                       |              | 8, place du 19e régiment d’infanterie (Lage) | PA29000103    | Inscrit      | 2018  |                |
| Hôpital Augustin-Morvan       |              | 2, 6, 8 avenue Maréchal-Foch (Lage)          | PA29000011    | Inscrit      | 1997  | weitere Bilder |
| Naval monument                |              | Cours Dajot (Lage)                           | PA29000089    | Inscrit      | 2015  | weitere Bilder |
| Villa Mathon                  |              | 4, rue Poullic-Al-Lor (Lage)                 | PA00135262    | Inscrit      | 1995  |                |

## Liste der Objekte

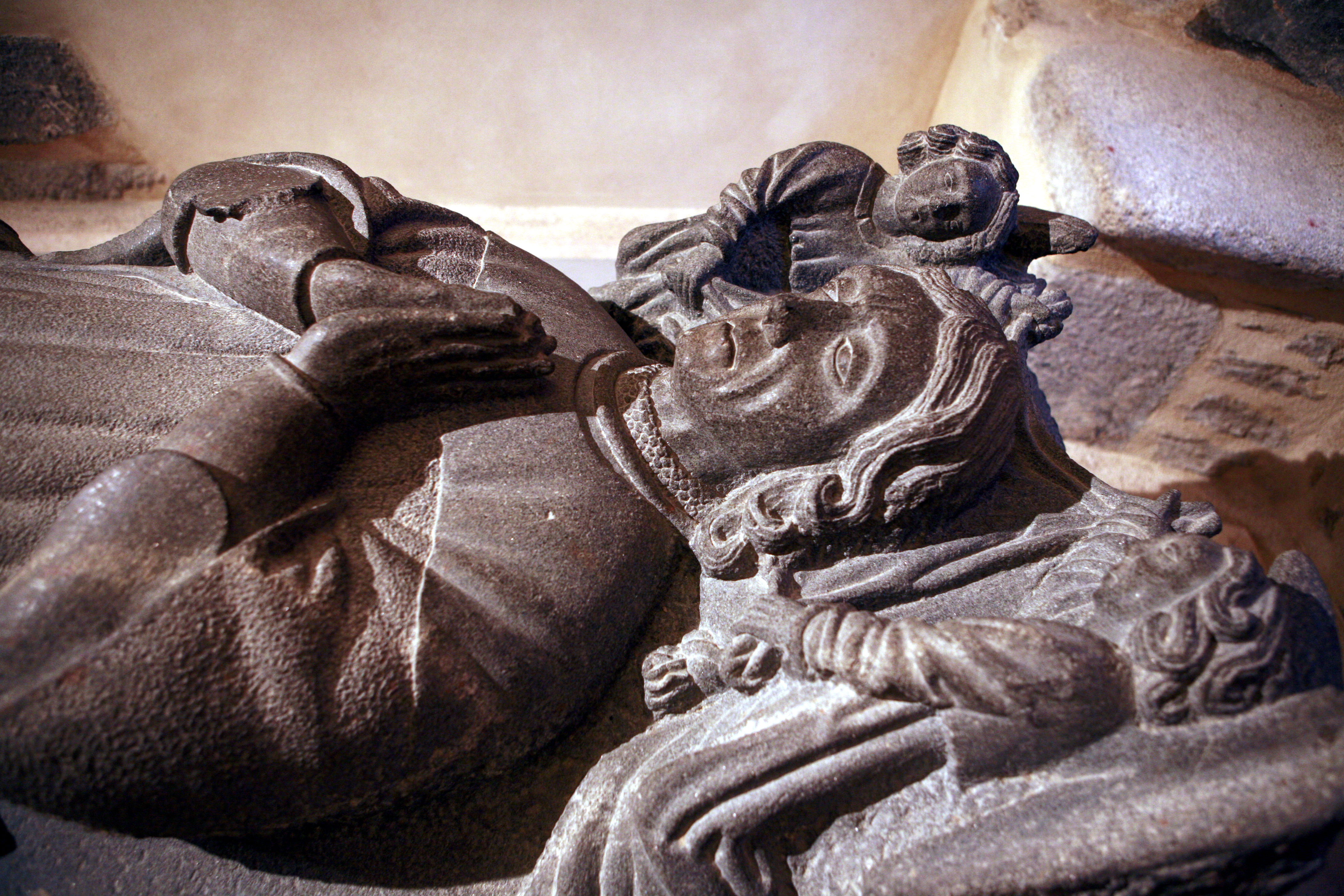
Liegegrab für Gilles de Texue in der Kapelle Saint-Joseph in Brest (16. Jahrhundert)

- Monuments historiques (Objekte) in Brest in der Base Palissy des französischen Kultusministeriums